# جميل خان
جميل خان (1 أكتوبر 1991 بلاهور في باكستان - ) هو لاعب كريكت باكستاني.

## وصلات خارجية
- جميل خان على موقع إي آس بي آن كريك إنفو (الإنجليزية)